# 金子涵
金子涵（英語：Aria Jin，1999年2月5日—），出生于中国山东省济南市，中國女歌手、舞者，曾担任炫舞蹈工作室舞蹈教师，现为乐华娱乐旗下女子組合NAME成員。早年随家人至美国纽约生活，先后多次参加“美国青少年才艺大赛”并取得优异成绩。2016年，她获得第15届美国华裔小姐竞选季军以及最佳才艺奖。次年，她参加东森美洲电视选秀节目《2017东森新人王》，最终获得季军。2020年3月，参加爱奇艺女團選拔节目《青春有你 (第二季)》，最終排名第十一名；同年8月，担任综艺《完美的夏天》固定成员。2021年12月10日，以女子偶像组合NAME成员身份出道。现已退团并退圈。

## 經歷

### 早年經歷
金子涵出生于中国山东省济南市。童年时期，她患过两次严重的肺炎，父母为了增强她的体质而让她学习舞蹈。六岁时，她凭借出众的艺术天赋和天生条件成为当地家喻户晓的童星。2007年，她参加第三届华人艺术盛典，夺得少儿声乐组、舞蹈组金奖。2008年，与吴启华、斯琴高娃等人合作出演电视剧《谢谢你的爱》，在其中饰演男一号女儿“小果果”。2010年7月，她参与上海世博会山东活动周开幕式演出，并向时任中共上海市委书记俞正声、山东省省长姜大明送上布老虎。同年，她对变脸产生了兴趣，并前往北京学习这门艺术。
2011年，金子涵跟随母亲以及两个妹妹至美国纽约生活，进入法拉盛237初中就读。当时的她不懂英文，曾受到同学排挤。后来，她因为搬家转学至贝赛 MS74 初中，本杰明卡多索高中和法兰西斯路易斯高中，逐渐适应了美国校园氛围。学习之余，她还利用周末的时间前往曼哈顿新苗艺术中心接受舞蹈培训。

### 演艺经历
2012年，金子涵首次参加美国中文电视“天生我才·美国青少年才艺大赛”，获得中国舞蹈组银奖。2013年，她在第三届“天生我才·美国青少年才艺大赛”夺得中国民族舞独舞金奖和最高人气奖。同年7月，她还参加了明尼苏达州“世界华人舞蹈大赛”，成功拿下中国舞一等奖。2014年，获得第四届“天生我才·美国青少年才艺大赛”中国舞团体预赛第一名、多才多艺奖，并开始在美拍上传舞蹈视频。2015年3月，进入第三届“超新星全美华人新秀歌唱大赛”总决赛。5月，获得第五届“天生我才·美国青少年才艺大赛”歌唱组第一名、达人组第二名。2016年8月，她在第15届美国华裔小姐竞选获得季军以及最佳才艺奖。
2017年，她报名参加东森美洲电视音乐选秀节目《2017东森新人王》，最终获得季军。同年9月，担任2017“天生我才·美国青少年才艺大赛”主持人，获颁新晋主持人奖。2018年6月，入围“微博红人周榜单”前十。2020年1月，以乐华娱乐训练生身份参加爱奇艺偶像女团竞演养成类真人秀节目《青春有你》第二季。最终获得第11名，未能成团出道。6月3日，她和曾可妮、刘令姿、戴燕妮组成172Girls女团，宣布加盟江苏卫视《天猫618超级晚》。6月8日，担任湖南卫视《出手吧，兄弟！》“买手团”成员。6月17日，参加东方卫视《苏宁易购618超级秀》，与NEXT成员丁泽仁合作双人舞，并完成《青春有你》第二季之后的首个個人舞台。随后，她还参与录制湖南卫视《快乐大本营》企划节目《站稳了，朋友》以及东方卫视真人秀节目《完美的夏天》。9月，跨界出任优酷视频篮球竞技节目《这！就是灌篮》战队领队，参加江苏卫视《蒙面舞王》第二赛段竞演。11月10日，参与《2020天猫双11狂欢夜》演出；同月下旬，参加浙江卫视演技竞演类综艺节目《我就是演员》第三季。12月10日，發行首支個人單曲《巾幗紅顏》。31日，参加《“美好有你”浙江卫视2020-2021跨年晚会》。2021年，以“飞行合伙人”身份参加浙江卫视音乐竞技节目《天赐的声音》第二季。同年，先后参加东方卫视音乐竞技节目《金曲青春》以及乐华12周年家族演唱会。
2025年4月8日，在个人微博官宣退出娱乐圈，所在公司乐华娱乐及其CEO杜华转发并祝福。

## 音樂作品

### 单曲
| 發行日期       | 歌曲名稱     | 歌曲資料                                                                                                  | 備註         |
| 2020年12月10日 | 《巾幗紅顏》 | - 作詞：趙壹 - 作曲：Daniel Kim／Jiyeon Park／Simon Janlöv - 編曲：Simon Janlöv - 製作人：蔡呈昕Alto Tsai | 首支個人單曲 |

### 合作单曲
| 發行日期      | 歌曲名稱     | 歌曲資料 | 備註                                    |
| 2021年1月11日 | 《奇跡少女》 |          | 動漫《奇跡少女》主題曲 與黃新淳合作演唱 |
| 未发表        | 《月球漫步》 |          | 與黄明昊合作演唱                        |

### 《2017东森新人王》参赛记录
| 赛程       | 播放日期      | 演出曲目及原唱                        | 结果及备注                       |
| 纽约决赛   | 2017年7月29日 | 《爱要坦荡荡》／萧潇                  | 晋级                             |
| 全美初赛   | 2017年8月22日 | 《下个，路口，见》／李宇春            | 晋级                             |
| 全美复赛   | 2017年9月23日 | 《假面的告白》／蔡依林                | 进入败部复活战                   |
| 全美复赛   | 2017年9月23日 | 《你的微笑》／F.I.R                   | 晋级总决赛                       |
| 全美总决赛 | 2017年10月1日 | 《I'm Not Yours》／蔡依林、安室奈美惠 | 进入第二轮竞演                   |
| 全美总决赛 | 2017年10月7日 | 《You Don't Own Me》／Grace、G-Eazy   | 进入第三轮才艺比拼，最终获得季军 |

### 《青春有你 (第二季)》表演曲目
| 發行日期      | 歌曲資料 | 備註       |
| 2020年        | 《让世界充满爱》 - 歌曲說明：《青春有你 (第二季)》公益歌曲 - 原唱者：华语群星 - 合作演唱者：青春有你第二季訓練生                                               | [ 38 ]     |
| 2020年3月12日 | 《YES！OK！》 - 歌曲說明：節目主題曲 - 原唱者：原創歌曲 - 合作演唱者：青春有你第二季訓練生                                                                     | [ 39 ]     |
| 2020年3月21日 | 《是秘密啊》 - 歌曲說明：初評，進入C班 - 原唱者：宇宙少女 - 小分组成员：宋昭艺、希娅、陈昕葳、艾依依                                                           | 第四期     |
| 2020年3月28日 | 《Play我呸》 - 歌曲說明：取得118票，小组第二名，现场助力第32名 - 原唱者：蔡依林 - 小分组成员：安崎、孔雪儿、黄欣苑、魏辰、葛鑫怡、文哲                         | 第六期     |
| 2020年4月18日 | 《MAMA》 - 歌曲說明：现场助力第10名 - 原唱者：EXO - 小分组成员：谢可寅、魏辰、陆柯燃、许馨文                                                                   | 第十二期   |
| 2020年4月25日 | 《R&B All Night》 - 歌曲說明：所在小组获胜 - 原唱者：KnowKnow - 小分组成员：与喻言、蔡卓宜、林小宅、莫寒                                                       | 第十四期   |
| 2020年5月9日  | 《非日常狂歡》 - 歌曲說明：现场助力第13名 - 原唱者：原創歌曲 - 小分組成員：孔雪儿、虞书欣、许佳琪、谢可寅、赵小棠、孙芮                                        | 第十八期   |
| 2020年5月23日 | 《I'm Not Yours》 - 歌曲說明：合作舞台 - 原唱者：蔡依林、安室奈美惠                                                                                            | 第二十一期 |
| 2020年5月30日 | 《猎 Hunt》 - 歌曲說明：最终舞台，获得第11名，未能成团出道 - 原唱者：原創歌曲 - 小分組成員：许佳琪、安崎、戴燕妮、陆柯燃、刘令姿、孙芮、徐紫茵、虞书欣、赵小棠 | 第二十三期 |
| 2020年5月30日 | 《Promise》 - 歌曲說明：《青春有你》第二季总决赛表演曲目 - 合作演唱者：《青春有你》第二季20强其余训练生                                                        | 第二十三期 |

## 影視作品

### 电影
| 首播日期 | 劇名       | 角色   | 性質 | 備註 |
| 待上映   | 《同学好》 | 赵雅婷 | 女主 |      |

### 电视剧／網絡劇
| 首播年份 | 日期   | 頻道     | 劇名                 | 角色   | 性質   | 備註                           |
| 2008年   |        | 北京衛視 | 《谢谢你的爱》       | 小果果 | 配角   | 与吴启华、斯琴高娃等人合作出演 |
| 2022年   | 8月2日 | 腾訊視頻 | 《我的二分之一男友》 | 苏子滢 | 女主角 | 微短剧                         |
| 2024年   | 8月5日 | 抖音     | 《恋爱猎人》         | 程十鸢 | 女主角 | 短剧                           |

### 主持節目
| 日期      | 電視台 | 節目名稱                        | 性質   | 備註 |
| 2016年9月 |        | 《天生我才·美國青少年才藝大賽》 | 主持人 |      |

## 综艺节目
| 播出年份 | 日期                 | 頻道         | 節目名稱               | 備註                         |
| 2017年   | 7月29日－10月1日     | 東森美洲電視 | 《2017東森新人王》     | 參賽者                       |
| 2020年   | 3月12日－5月30日     | 愛奇藝       | 《青春有你 (第二季)》  | 參賽者                       |
| 2020年   | 7月11日              | 湖南卫视     | 《快乐大本营》         | 企划节目《站稳了！朋友》选手 |
| 2020年   | 8月22日－10月7日     | 东方卫视     | 《完美的夏天》         | 常驻成员                     |
| 2020年   | 9月30日－12月        | 优酷         | 《我们恋爱吧》第二季   | 常驻成员                     |
| 2020年   | 2020年10月17日－12月 | 优酷         | 《这！就是灌篮》第三季 | 战队领队                     |
| 2020年   | 8月16日－10月18日    | 江蘇卫视     | 《蒙面舞王》           | 第二期賽段選手               |
| 2020年   | 12月12日             | 浙江卫视     | 《我就是演员》第三季   | 演员                         |
| 2021年   | 2月6日               | bilibili     | 《進圈啦兄弟》         | 明星戰隊發起人               |
| 2021年   | 10月27日-12月18日    | 騰訊視頻     | 《超新星運動會第四季》 | 代表山東隊運動員選手         |
| 2023年   | 10月22日             | 東方衛視     | 《我們的歌第五季》     | 新聲歌手                     |

## 公开活动

### 音樂節
| 年份   | 日期   | 地點                 | 音樂會名稱                 | 演唱曲目                   | 備註 |
| 2024年 | 6月2日 | 昆明七彩雲南歡樂世界 | WATERZONIC水纵横超级音乐节 | 《巾幗紅顏》、《我的秘密》 |      |

### 頒獎典禮/時尚盛典
| 年份   | 日期     | 播放平台 | 主題                     | 表演曲目     | 備註                                 |
| 2022年 | 12月25日 | CCTV-6   | 第四屆海南島國際電影節   | 《回家之路》 | 與萬婕旎、陳瑤、Mike、高嘉朗共同演唱 |
| 2023年 | 4月29日  | 北京衛視 | 第十三屆北京國際電影節   |              |                                      |
| 2023年 | 6月16日  |          | 時尚知道遇見之夜         |              |                                      |
| 2024年 | 6月15日  |          | 第二十六屆上海國際電影節 |              |                                      |
| 2024年 | 12月10日 |          | 第六屆海南國際電影節     |              |                                      |

### 晚會
| 年份   | 日期     | 播放平台                 | 主題                                | 備註 |
| 2020年 | 6月17日  | 東方衛視                 | 蘇寧618超級秀                       |      |
| 2020年 | 9月28日  | 騰訊視頻                 | 瑞麗25週年                          |      |
| 2020年 | 11月10日 | 東方衛視、浙江衛視、優酷 | 天貓雙十一狂歡夜                    |      |
| 2020年 | 12月31日 | 浙江衛視                 | “美好有你”浙江衞視2020-2021跨年晚會 |      |
| 2021年 | 2月7日   | 快手                     | 快手最美之夜                        |      |
| 2021年 | 2月10日  | 東方衛視                 | 新春潮樂會                          |      |
| 2022年 | 11月19日 | 央視頻                   | 微醺煙台分享之夜                    |      |
| 2022年 | 12月31日 | 快手                     | 2022快手直播聚光盛典                |      |
| 2023年 | 1月22日  | 東方衛視                 | 2023東方衛視春節晚會                |      |
| 2023年 | 4月27日  | 浙江衛視                 | 天賜非凡青春歌會                    |      |
| 2023年 | 12月8日  | 新浪微博                 | 浪琴康卡斯悅動之夜                  |      |

## 獎項
| 年份   | 頒獎典禮                 | 榮譽               | 結果 |
| 2007年 | 第三屆華人藝術盛典少兒   | 聲樂組合舞蹈組金獎 | 獲獎 |
| 2012年 | 第二屆美國青少年才藝大賽 | 中國舞蹈組銀獎     | 獲獎 |
| 2013年 | 世界華人舞蹈大賽         | 中國舞一等獎       | 獲獎 |
| 2013年 | 第三屆美國青少年才藝大賽 | 最佳人氣獎         | 獲獎 |
| 2013年 | 第三屆美國青少年才藝大賽 | 中國舞團體亞軍     | 獲獎 |
| 2013年 | 第三屆美國青少年才藝大賽 | 中國舞個人冠軍     | 獲獎 |
| 2016年 | 第15屆美國華裔小姐競賽   | 季軍               | 獲獎 |
| 2016年 | 第15屆美國華裔小姐競賽   | 才藝獎             | 獲獎 |